# 2008年美国足球大联盟杯
2008年美国足球大联盟杯在2008年11月23日舉行。在加利福尼亞州Home Depot Center舉行。對賽球隊是哥倫布機員及紐約紅牛。最後哥倫布機員以3-1擊敗紐約紅牛，歷史性首奪錦標。